# Новокижингинск
Новокижинги́нск (бур. Шэнэ Хэжэнгэ), ранее Вознесеновка — село (в 1977—2003 гг. — посёлок городского типа) в Кижингинском районе Бурятии. Образует сельское поселение «Новокижингинск».

## География
Расположено в 40 км к юго-западу от районного центра — села Кижинга, в среднем течении реки Кижинги. Второй после райцентра по населению и экономическому значению населённый пункт Кижингинского района. Муниципальное образование «Новокижингинск» административно подчиняется с. Кижинга, выполняющему роль районного центра.

### Климатические условия
Климат резко континентальный. Он характеризуется значительными колебаниями температуры воздуха от +39,5 до — 55 градусов по Цельсию. Самый холодный месяц — январь. Средняя температура января −24,9 градуса. Самый тёплый месяц — июль. Средняя температура июля +18,7 градуса. Безморозный период продолжается в среднем — 100 дней, вегетационный период 120—140 дней. В течение вегетационного периода, во все месяцы кроме июля наблюдаются заморозки.
Зима продолжительная и суровая. Дневная температура воздуха −6…-20 С (макс. −55 С). Весна (начало апреля — конец мая) короткая, с малооблачной погодой. Днём температура повышается до 11 С, но по ночам в течение всего сезона бывают заморозки. Лето (конец мая — конец августа) тёплое и сухое. В начале сезона и в конце бывают заморозки до −5 С. Дневная температура воздуха 19… 21 С (макс. 35 С). Наибольшее количество осадков выпадает в августе (92 мм), преимущественно в виде ливней. Осень короткая (конец августа — середина октября), преимущественно с сухой, малооблачной погодой и ранними ночными заморозками. Дневная температура 3-13 С, ночь до −9 С. Ветры в течение года преобладают западный, юго-западные и северо-западные их средняя скорость 1-3 м/с. Наиболее сильные (до 15 м/с) бывают в апреле-мае.

### Территория
В 7 км к северу от села находится Ермаковское месторождение флюорит-бериллиевых руд.
Площадь территории посёлка — 284 га, в том числе жилая застройка — 5,05 га, подсобная частная застройка — 3,83 га, дачная застройка — 28,84 га, общественные здания — 11,7 га, производственные здания — 7,7 га, спортивные сооружения — 2 га.
Площадь сельского поселения «Новокижингинск» — 4400 га. Из них: сельхозугодья — 2551 га, пашня — 1001 га, залежь — 146 га, сенокосы — 146 га, пастбища — 747 га, леса — 1849 га.

## Население
| 1979  | 1989  | 2002  | 2010  | 2012  | 2013  | 2014  |
| ----- | ----- | ----- | ----- | ----- | ----- | ----- |
| 3159  | ↘3111 | ↘2216 | ↘1806 | ↘1757 | ↘1727 | ↘1694 |
| 2015  | 2016  | 2017  | 2018  | 2019  | 2020  | 2021  |
| ↘1668 | ↘1594 | ↘1591 | ↘1573 | ↘1528 | ↘1511 | ↗1843 |
| 2023  | 2024  |       |       |       |       |       |
| ↘1815 | ↘1780 |       |       |       |       |       |

## Герб
Герб села разработан в краеведческом музее на Станции юных туристов в 2000 г. Авторы герба: идея — В. Н. Ковальская, художник — А. А. Мацай.
На гербе видно, что село принадлежит России, Бурятии и Кижингинскому району. На верхней части щита герба — символы Кижингинского района: Мать-лебедица, давшая начало 11 родам хори-бурят, буддийское «колесо учения» и священная гора Челсана. На нижней части щита — главные достопримечательности села: восьмиконечный старообрядческий крест, в память основателей села Вознесеновка, и кристаллы флюорит-бериллиевых руд, благодаря которым возникли карьер, рудник и посёлок Новокижингинск.

## История

### Основание села
Село Вознесеновка основано в 1920 году семейскими переселенцами из сёл Новая Брянь и Мухор-Тала (ныне Заиграевского района). В результате пожара, произошедшего в Новой Бряни в мае 1918 года, многие жители села остались без крова. По воспоминаниям И. Г. Мясникова «…за два часа сгорели сотни домов». Часть погорельцев в том же 1918 году снялась с мест и переселилась в долину реки Кижинги, основав там первое русское село Леоновка. Вторая группа переселенцев из 12 семей отправилась в долину Кижинги весной 1920 года, основав поселение выше по течению. Первыми поселенцами стали семьи Мясниковых, Шитиных, Комаровых и Бадулиных. На общем сходе в начале 1921 года поселению присвоили наименование Вознесеновка, так как сход происходил накануне праздника Вознесения Христова. Первая улица села получила название Подгорная (современная улица Сиротина).

### Становление в селе советской власти

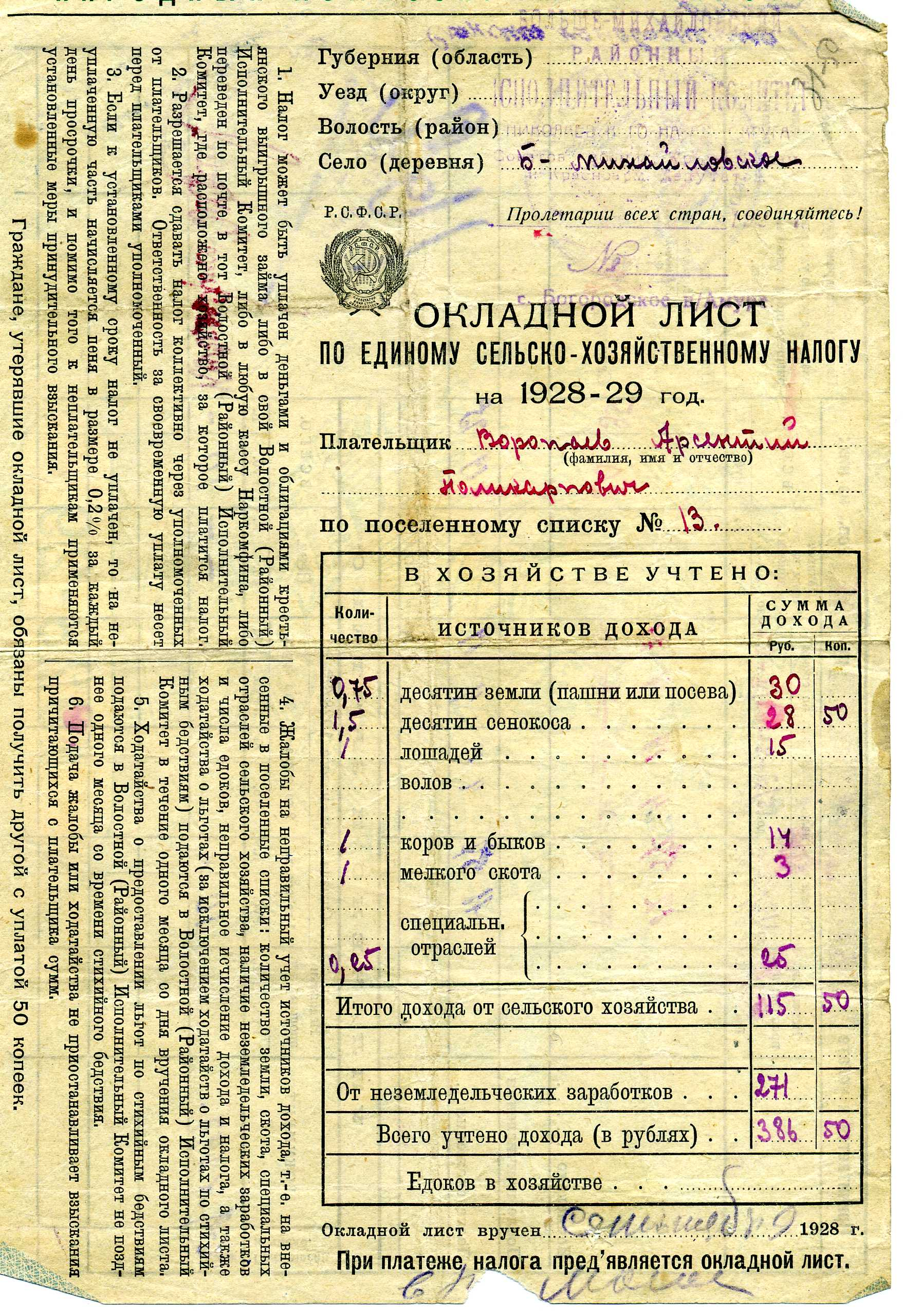
Окладной лист по единому сельскохозяйственному налогу на 1928—1929 год

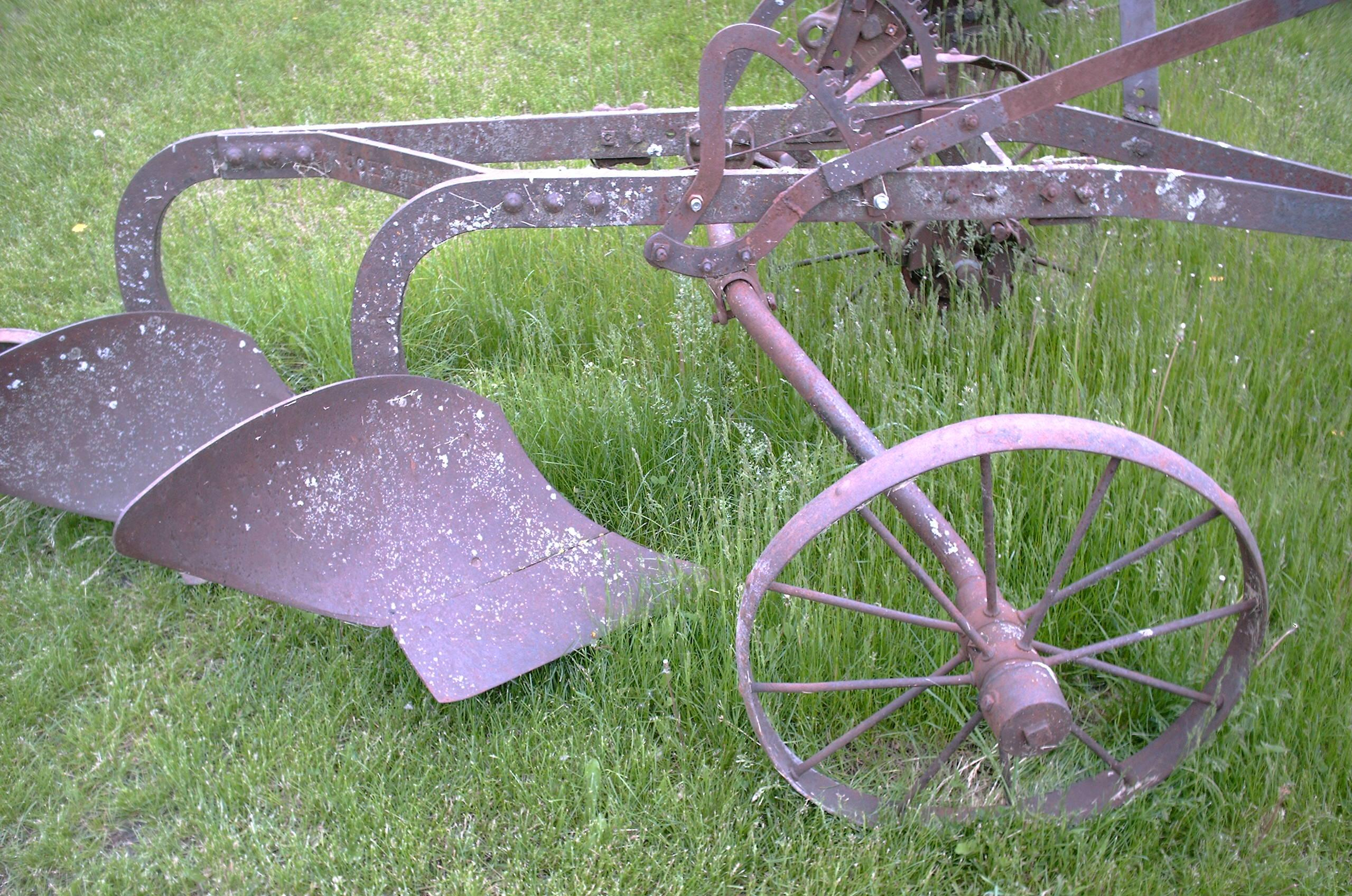
Плуг на лошадиной (конской) тяге.

В момент основания села страна находилась в состоянии гражданской войны, усугублявшейся иностранной интервенцией. Однако село Вознесеновка, бывшее тогда на стадии становления, оказалось на периферии тех событий. Этому способствовало географическое положение, удалённое от крупных региональных центров и транспортных путей — Транссиба и Сибирского тракта.
В марте—апреле 1920 года на территории от Байкала до Тихого океана была образована Дальневосточная республика (ДВР). Будущий Хоринский район, в который тогда входила и территория долины Кижинги, вплоть до 1922 года находился в составе этого буржуазно-демократического государства. В апреле 1921 года в составе ДВР была образована Бурят-Монгольская автономная область, в которой был образован Хоринский аймак, в который входил Кижингинский сомон. В апреле 1922 года с целью упорядочения фискальной политики в ДВР была проведена перепись населения. На основании этой переписи известно, что население Кижингинского сомона платило «денежно-натуральный налог, аймачный налог, пожертвования в пользу голодающих РСФСР и военный налог». Среди населённых пунктов, охваченных налогами, село Вознесеновка не называется. В 1922 году количество налогов увеличивается, но вознесеновцы опять среди налогоплательщиков не перечислены. Лишь в документе Бурнарревкома от 7 декабря 1922 года указано о включении сёл Леоновка и Воздвиженье в состав Бурят-Монгольской автономной области. Опираясь на данные документы и свидетельства старожилов, которые вспоминали, что вплоть до 1923 года «налогов мы не платили и власть не знали»  , можно сделать вывод, что первые три года село Вознесеновка существовало само по себе, вне хозяйственно-управленческой зоны. Подтверждением тому является тот факт, что село в документах 1922 года называется ошибочно Воздвиженье. Следовательно село до этого года не числилось в составе административных образований.
На территории современного Кижингинского района землепашество возникло лишь с появлением первых русских сёл Леоновка и Вознесеновка. Уровень жизни селян Вознесеновки в начале 1920-х годов был невысокий, поэтому здесь не использовались даже простейшие сельскохозяйственные машины. Основными орудиями труда были плуги, сохи, жнейки и сеялки. Основной тягловой силой были лошади.
Осенью 1922 года Вознесеновка вместе с остальной Дальневосточной республикой вошла в состав РСФСР. В 1923 году была образована Бурят-Монгольская АССР. К этому времени в Кижингинском сомоне насчитывалось уже 6 русских сёл и обрабатывалось 1800 га земли. Из них вознесеновцами — 20 %. Относительно продуктивности пашен и сенокосов в документов тех годов не упоминается. По воспоминаниям старожилов можно сделать вывод, что высеивались одни и те же культуры, в основном рожь. Сев проводился вручную. Село было мало втянуто в рыночные отношения. Жители только 2—3 раза в год выезжали для товарообмена, в основном на станцию Хилок на Транссибе. До 1924 года в Вознесеновке ещё была в ходу дореволюционная монета. В 1923 году за покупку и аренду земли в селе платили золотыми и серебряными монетами.
В этот период между земледельческим русским населением и скотоводческим бурятским были весьма сложные земельные отношения. Вознесеновский сельский революционный комитет — новый орган власти, созданный в селе — направляет в Верхне-Кижингинский сомревком письмо от 18 мая 1923 года с просьбой о разрешении провести огораживание участков засеянной земли для защиты от потрав скотом. В документах Кижингинского хошунного народно-революционного комитета имеется письмо Куоркинскому сомзайсану «О разрешении Вознесеновскому сельревкому огораживать свои пашни». Очень сложно шёл процесс разграничения земель русских переселенцев и местных бурятских скотоводов.
Оживление сельского хозяйства началось в условиях НЭПа. Повышение жизненного уровня в Вознесеновке привело к строительству общественных зданий. В 1927 году перед кладбищем была построена часовня. В 1928 году была открыта сельская 4-классная школа, на реке Кижинге в том же году была построена водяная мельница. В условиях НЭПа среди вознесеновцев наблюдается рост уровня жизни, чему способствовало достаточное количество пахотных земель. Хотя разделы земли зачастую приводили к «раздорам, заканчивающимся стрельбой». В это время население села быстро растёт за счёт прибывающих новых переселенцев. Главной фигурой села в этот период становится крестьянин-середняк.

### Вознесеновка в период коллективизации
Серьёзным потрясением для села стали события конца 1920-х—начала 1930-х годов, вошедшие в историю как коллективизация сельского хозяйства. Ещё в декабре 1929 года Сибирский крайком ВКПБ (б) принял постановление «О темпах коллективизации Сибири», где была поставлена задача к 1 октября закончить коллективизацию в Бурят-Монгольской АССР. В 1929 году в Хоринском аймаке возникли 16 колхозов. В отличие от соседних сёл Эдэрмэг и Леоновка, где возникли коммуны, в Вознесеновке в 1930 году было образовано Товарищество общего землепользования (ТОЗ). Этому способствовало то, что село к этому времени было в основе своей середняцким. Беднейшего крестьянства, активно поддерживавшего коммуны, здесь было мало. Кроме того, большим авторитетом пользовались старожилы Вознесеновки (Шитин Н. П. и др.), которые были против коллективизации. В середине 1920-х годов число зажиточных крестьян благодаря НЭПу возросло. В феврале 1929 года правительство издаёт постановление «О порядке применения кодекса законов о труде в кулацких хозяйствах», а в мае — «О признаках кулацких хозяйств, в которых должен применяться кодекс законов о труде». Главным критерием кулачества в этот период было использование наёмного труда и зажиточность. Ярко выраженных кулаков в селе Вознесеновка, исходя из данного документа, не было. В хозяйствах применялся в основном труд членов семьи. Семьи были большими, так как женившиеся сыновья не отделялись от родителей. Преобладали середняки, часть из которых можно назвать «крепкими».

#### Леоновское восстание
Принудительная коллективизация вызвала катастрофические последствия. Многие крестьяне, не желая отдавать своё имущество в колхозы, уничтожали инвентарь и скот. Поголовье коров и лошадей сократилось на треть, свиней — в два раза, овец — в 2,5 раза. Общая урожайность упала на 10 %. Наступление на деревню, трагедия раскрестьянивания привела к массовым выступлениям крестьян по всей стране. С колхозными активистами и двадцатипятитысячниками жестоко расправлялись. Для подавления крестьянских волнений использовались регулярные армейские части.
В 1930 году по Бурятии прокатилась волна вооружённых крестьянских выступлений, охвативших в основном аймаки с полукочевым бурятским и семейским населением. Село Вознесеновка в октябре 1930 года оказалась охвачено антикоммунистическим Леоновским восстанием, одним из лидеров которого являлся житель Вознесеновки Н. П. Шитин. Среди стихийных крестьянских выступлений, прошедших в БМАССР в начале 1930-х годов, это восстание является одним из наиболее крупных. В селе Вознесеновка до восстания преобладали середняцкие хозяйства. Более зажиточные из них активно сопротивлялись вступлению в колхозы и поэтому поддержали лидеров восстания. Расплатой стало раскулачивание части середняков. Лидирующие позиции в селе занимают безлошадные и однолошадные хозяева. После разгрома т. н. «Леоновского восстания» в Вознесеновке, при поддержке советской власти, партийная ячейка во главе с Бадулиным А. С. в 1931 году организовала коммуну «Первое мая» (будущий совхоз «Первомайский»), в которую вошло 60 семей. Первым председателем был избран Мальцев З. П. (1900—1980), уроженец села Бада.

### Вознесеновка в предвоенные годы
Во второй половине 1930-х годов единоличников в селе Вознесеновка почти не осталось. В 1934 году коммуна была реорганизована в колхоз «Первое мая». Поголовье всех видов скота в результате массового забоя единоличниками сократилось в 2,5 раза. В 1936 году было проведено закрепление земли за колхозом, получившим в пользование около 6000 гектаров. Работница колхозной фермы Мясникова Агафья Григорьевна стала делегатом 18 съезда ВКП(б), была награждена орденом Ленина. По воспоминаниям Вишнякова С. Т. «…на фотографию, где она была изображена вместе с Калининым и другими известными партийцами, приезжали посмотреть из многих окрестных улусов, привозили ей подарки в знак уважения.» . Общественная жизнь села в это время была сконцентрирована вокруг небольшого клуба, где проводились танцы под гармонь, действовали кружки художественной самодеятельности, проводились лекции. В начальной Вознесеновской школе с 4-летним образованием обучались не только дети, но и взрослые по программе ликвидации безграмотности.

### Вознесеновка в годы войны
Вознесеновка накануне войны было достаточно большим селом — 449 человек. Старожилы вспоминают, что весть о начале войны в село принёс всадник, примчавшийся на коне. В первые же дни 38 вознесеновцев ушли на фронт защищать Отечество. Это была наиболее трудоспособная часть населения села. По данным кижингинского военкомата, всего на фронт из села ушло 70 человек, 21 остались на полях сражений. Ещё 10 умерли после войны от ран.
Колхоз «Первое мая» в годы войны обрабатывал все поля, освоенные в довоенный период, а также новые, которые распахивались с 1942 года. В селе не хватало квалифицированных кадров, так как трактористы, шофёра, комбайнёры ушли на фронт. Не хватало продуктов первой необходимости: хлеба, одежды и обуви, спичек и керосина и т. д. Комарова Татьяна Васильевна вспоминает: «Остался в моей памяти такой случай. Это 1 мая 1942 года. Сначала была демонстрация. Жители всего села собрались у школы, выстроились в колонны и пошли по селу. А когда вернулись в школу — там уже стояли столы и нас стали кормить обедом. Всю жизнь я буду помнить тот суп из первой молодой крапивы». В тяжёлые военные годы увеличился объём ручной работы, тракторов и машин осталось мало, они изнашивались и ломались. Не хватало запчастей и горючего. В результате, решить поставленные перед колхозом задачи можно было только мобилизовав все имеющиеся резервы, в том числе тяжёлый женский и детский труд, с рассвета до заката. По воспоминаниям Мясниковой Феоньи Еремеевны, награждённой медалью «За доблестный труд в Великой Отечественной войне»: «Трудно пришлось. На конях пахала, косила, снопы вязала. Хлеб пекла на весь колхоз».

### Вознесеновка в послевоенные годы
В послевоенные годы сельское хозяйство находилось в тяжелейшем кризисе: сократились посевные площади, автомобильный и тракторный парки, а оставшаяся техника была сильно изношена. В 1945—1947 годах Кижингу, как и всю Бурятию, преследовала жесточайшая засуха. Особенно тяжёлым выдался 1947 год, когда из-за неурожая повсеместно начался голод и мор. Как вспоминают старожилы, «…в этот год даже картошка не выросла». Из села Вознесеновка под разными предлогами сумели выехать в город 12 семей. В 1950 году началась кампания по укрупнению колхозов. Село Вознесеновка (колхоз «Первое мая») было объединено с близлежащими колхозами «Манай Зам» (Куорка), «Зурганай Зам» (Эдэрмэг) и «Заветы Ильича» (Леоновка) в совхоз «Победа» с центром в селе Эдэрмэг. С приходом к власти Хрущёва село оказалось активно втянутым в «целинную эпопею». В 1954—1955 годах юноши и девушки Вознесеновки активно выезжали из села, поступали в ФЗУ. А с 1955 года они стали возвращаться домой, в родной колхоз в качестве целинников. Отличительная черта той эпохи — массовый энтузиазм, особенно в среде молодёжи. Очень неоднозначно был встречен вознесеновцами доклад Н. С. Хрущёва на XX съезде КПСС. Из воспоминаний ветерана КПСС Краснопеевой А.: «Где то в середине марта 1956 года собрали всю вознесеновскую партячейку. Председатель сельсовета Бадулин предупредил, что то, о чём сейчас будет читать, с домашними не обсуждать. И начал читать доклад Хрущёва. После того как он закончил, сначала тишина стояла, а потом шум поднялся. Мы ведь с именем Сталина ложились спать, с его именем вставали. Он ведь нам заместо бога был. А тут его врагом народа объявили. Тяжело всё это было».

### Вознесеновка в конце 1950-х—начале 1960-х годов
Вторая половина 1950-х—начало 1960-х годов были периодом роста уровня жизни вознесеновцев. Это в первую очередь было связано с хрущёвской социально-экономической политикой. Усилилась материальная заинтересованность крестьян. Именно в это время совхоз строит новые объекты хозяйственного и социального назначения. Село стало электрифицированным. Был построен новый клуб, куда привозили кинофильмы для показа, при клубе возникла мощная художественная самодеятельность. В селе построили новую восьмилетнюю школу, больницу. В деревню приезжают молодые специалисты: учителя, врач, фельдшер, агрономы, зоотехники, ветеринары. Совхоз активно закупает сельскохозяйственную технику. Заметные плоды приносило выравнивание социального статуса крестьянина: введение гарантированного минимума оплаты труда на селе, пенсий колхозникам, снятия ограничений с развития приусадебного хозяйства. Село росло, совхоз помогал молодым семьям строить дома. До 1961 года можно отметить рост прослойки сельской интеллигенции и увеличение на производстве доли высококвалифицированных работников. Это трактористы, комбайнёры, шофёры.
В 1961 году произошло объединение совхозов «Победа», имени Сталина (село Кижинга), «Эрдэм» в совхоз «Кижингинский» с центром в селе Кижинга. В 1963 году состоялось разукрупнение совхозов с образованием совхоза «Первомайский» с центром в селе Эдэрмэг. В результате все основные учреждения переносятся в Эдэрмэг, в Вознесеновке остаётся лишь начальная школа.

### Основание Новокижингинска

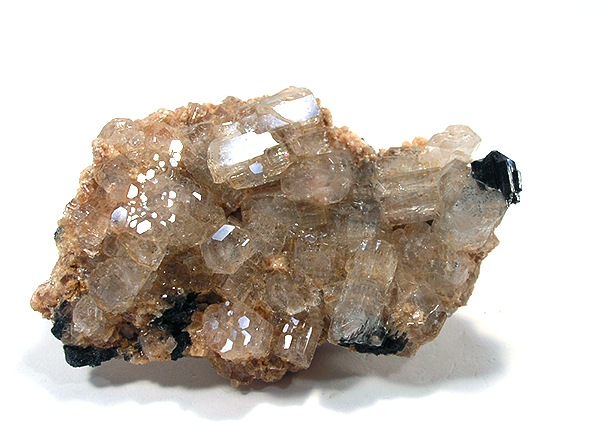
Кристалл берилла

Как и многие периферийные деревни Вознесеновка могла зачахнуть. В 1970—1980-х годах ежегодно с карты России исчезало более 3 тысяч населённых пунктов. Но у Вознесеновки была другая судьба. Сюда пришли геологи и с 1964 года начинается новый этап в жизни села Вознесеновка, связанный с основанием посёлка Новокижингинск. В результате проведения геолого-съёмочных работ масштаба 1:200 000 в 1964—1965 годах, в 7 км к северу от Вознесеновки, Г. А. Ермаковым было открыто крупнейшее в СССР флюорит-бериллиевое месторождение. Главный полезный компонент руд Ермаковского месторождения — бериллий. Относится к числу стратегически важных элементов, который благодаря ряду уникальных свойств, незаменим в ядерной, аэрокосмической, электронной промышленности, электротехнике и других высокотехнологичных отраслях. Ермаковское месторождение явилось уникальным объектом не только на территории России, но и в мировом масштабе. Среди известных бериллиевых месторождений крупного масштаба оно выделяется своими богатыми флюорит-бертрандит-фенакитовыми рудами. После его открытия в 1964 году, разведки и начала разработки (1975 г.) проблема обеспечения советской промышленности бериллием в нашей стране была успешно решена. Это открытие положило начало посёлку Новокижингинск. Детальная разведка сопровождалась интенсивными исследованиями геологического строения месторождения, проводившимися сотрудниками отдела редких металлов Всесоюзного научно-исследовательского института минерального сырья (г. Москва) Н. П. Заболотной, М. И. Новиковой, Е. П. Шпановым, И. Т. Левиуш, З. А. Журковой.

#### Открытие Ермаковского месторождения
Старожилы вспоминают, что появление геологов привлекло внимание всего села, но никто и предположить тогда не мог к каким изменениям приведёт их работа. Воспоминает Гостев Ф. В.: «Снимали у меня тепляк, вставали с первыми лучами солнца и уходили в лес, возвращались поздно. Иногда несколько дней не появлялись. Камни разные приносили. Мы им помогали. Лошадь запрягу и везу их. У них инструмента разного с собой много было». Особое внимание геологи обратили на бурый камень, которого было много недалеко от села. Изучение найденных образцов в лаборатории Управления показало наличие в них высоких содержаний редкого металла — бериллия.
В середине 1960-х годов по всей стране шла оценка состояния минерально-сырьевой базы, в том числе и в Бурятии. Исходя из данной позиции, шла планомерная геологическая съёмка. ПГО «Бурятгеология» на протяжении 7 лет проводил геологическую съёмку масштаба 1:200000. В Кижингинском районе её осуществляла группа геологов во главе с Ермаковым Г. А. (1934—1999). С целью изучения и оценки запасов уникального месторождения в 1965 году в селе Вознесеновка открыта Ермаковская геологическая партия. Для посёлка Новокижингинск фамилия Ермакова Г. А. стала знаковой. Ермаковскими были названы само месторождение, геологическая партия и главная улица посёлка геологов.

#### Образование посёлка геологов (ГРП)
Первым начальником партии стал Татаринцев В. В., главным геологом — Гальченко В. И. Владимир Ильич Гальченко в 1972 году стал Лауреатом Государственной премии. Именно он возглавил геологическую службу по изучению этого месторождения. Ермаковская партия в короткие сроки под его руководством провела поисково-разведочные работы, сопровождающиеся проходкой канав, бурением скважин и проходкой штольни с целью изучения месторождения и качества его руд. Первая контора и дома геологов располагались по улице Набережной, рядом с домами семейских Вознесеновки. С 1967 по 1970 годы начальником партии был Сиротин Анатолий Иванович. Именно при нём на горе близ села начинают расчищать от леса большой участок и закладывать первые улицы нового посёлка геологов (ГРП). Начали приезжать геологи, буровики, горняки. В 1967 году по улице Центральной (Ермаковской) было построено новое здание конторы и камералка, база ГРП, открылся дом культуры «Кристалл», детский сад «Кристаллик». Численность посёлка быстро росла. В 1967 году построена новая восьмилетняя школа. Сиротин Анатолий Иванович был не только хорошим руководителем производства, но и уделял большое внимание социальному развитию посёлка, улучшению жизни и быта людей, строительству объектов социального назначения. В память о нём одна из улиц посёлка названа его именем.
В 1967 году посёлок, который возник рядом с Вознесеновкой назвали Новая Кижинга. В 1972 году посёлку было присвоено название Новокижингинск.
На развитие народного хозяйства Бурятии в годы 8-й пятилетки было направлено 756,7 миллионов рублей капитальных вложений. Огромные средства, выделенные государством, позволили в невиданных ранее масштабах сооружать в республике новые, реконструировать и технически перевооружать действующие предприятия. В 1970—1984 годах геологоразведочная партия занималась доизучением и оценкой флангов Ермаковского месторождения, а также поиском полезных ископаемых в Кижингинско-Кодунской долине. С 1970 по 1974 годы начальником Ермаковской геолого-разведывательной партии работал Михайлов Митрофан Павлович. С 1974 по 1984 годы начальником Ермаковской ГРП был Жерлов Виктор Фёдорович. При них была создана мощная материально-техническая база партии с современной по тем временам техникой. Изменилась социальная структура и демографическая ситуация. Численный рост связан с приездом специалистов и рабочих в Ермаковскую ГРП. Резко возрастает доля людей с высшим и средним специальным образованием.

#### Кижингинское рудоуправление
В 1970-х годах в п. Новокижингинск было образовано Кижингинское рудоуправление. С этого момента и до остановки добычи в 1989 году история посёлка неразрывно связана с Забайкальским Горнообогатительным комбинатом (Заб. ГОК), расположенным в п. Первомайский Читинской области (совр. Забайкальский край). С 1980 года начата эксплуатация Ермаковского бериллий-флюоритового месторождения. Построен рудник Кижингинский и 2-я секция на обогатительной фабрике в п. Первомайский производительностью 100 тыс. т руды в год, 12 тыс. т бериллиевого и 15 тыс. т флюоритового концентратов. В Новокижингинске в это время (конец 1970-х—начало 1980-х годов) начинается стремительный рост благоустроенного жилья. К востоку от посёлка, за рекой Тендит, была создана воинская часть инженерно-строительных войск (так наз. ВСО). На территории воинской части находилась первая больница посёлка, рядом с в\ч был построен асфальтобетонный завод. Военнослужащие, наряду с созданным при рудоуправлении Строительно-монтажным управлением (СМУ), участвовали в возведении «микрорайона» — квартала из благоустроенных многоэтажных домов с полной инфраструктурой — асфальтированными улицами, двумя детскими садами, стадионом со спортзалом, новой 3-этажной школой на 800 учащихся, больничным комплексом с двухэтажным зданием больницы, родильным домом, аптекой с фармацевтическим производством, комбинат бытового обслуживания. В районе карьера была построена промплощадка, включавшая в себя дробильную фабрику, автобазу рудоуправления, ремонтные мастерские, электроподстанцию, центральную котельную, рабочую столовую, АЗС.Силами СМУ Кижингинского рудоуправления была проложена асфальтированная дорога до железнодорожной станции Бада (45 км), где была создана перевалочная база рудоуправления «Гонгота» с железнодорожными подъездными путями. Отсюда флюорит-бериллиевая руда отправлялась по железной дороге на переработку на Заб. ГОК. Также была построена асфальтированная автодорога до райцентра Кижинга (40 км), прошедшая через Эдэрмэг, Леоновку, Ушхайту.
30 марта 1977 года посёлок Новокижингинск отнесён к категории посёлков городского типа. В начале 1980-х было построено большое 4-х этажное здание рудоуправления, за оригинальную архитектуру прозванное в народе «Пентагон». В это время идёт интенсивная добыча руды месторождения. Общие рудные запасы на начало добычи составляли 1,7 млн т. В течение 10 лет добычи с 1979 по 1989 год было выработано около 60 % разведанных запасов бериллия.

#### Расцвет Новокижингинска
На эти десять с небольшим лет — со второй половины 1970-х до второй половины 1980-х годов — приходится время «расцвета» Новокижингинска. Как и всякое предприятие оборонного направления, Кижингинское рудоуправление получало большие финансовые вливания на развитие производства, инфраструктуры и обеспечение рабочего посёлка. В посёлке был создан Отдел рабочего снабжения (ОРС) со своими базами и складами. В центре микрорайона был построен 2-этажный торговый комплекс. Централизованное снабжение посёлка продуктами питания и промтоварами служило, в условиях начинающегося в СССР 1980-х годов тотального дефицита, существенным материальным стимулом для жителей посёлка. Это «центральное» снабжение особенно хорошо бросалось в глаза при сравнении ассортимента магазинов Новокижингинска и окружающих его населённых пунктов. Спецснабжение обусловило формирование в глазах жителей соседних поселений образа Новокижингинска как своеобразного «оазиса» социального благополучия. Вместе с тем, эта корпоративная солидарность жителей «оазиса» в сочетании с материальной «привилегированностью» постепенно проявляла себя в своеобразном «комплексе превосходства» — известном чувстве превосходства и даже высокомерии по отношению к жителям близлежащих населённых пунктов. Эти жители, часто приезжавшие в Новокижингинск за покупками, в своей совокупности определялись новокижингинцами общим словом «приезжие», с негативным оттенком.
В это время наряду с материальным расцветом посёлка происходит также и культурный расцвет. В посёлке действует детская музыкальная школа, детско-юношеская спортивная школа, детская художественная студия, многочисленные школьные кружки, школьный ансамбль. На предприятиях и в учреждениях действует художественная самодеятельность. Регулярно проводятся праздничные мероприятия, демонстрации и парады. На масленицу в посёлке традиционно проводятся праздничные гуляния «Проводы зимы» с конкурсами и розыгрышами призов. Население посёлка к середине 1980-х годов достигает своего исторического максимума и составляет порядка 3200 человек.

#### Прекращение добычи руды
В 1989 году работы на Ермаковском месторождении прекратились. Этому способствовала общая ситуация в стране, обусловленная как начинающимся в СССР экономическим кризисом, так и провозглашённой Горбачёвым политикой разоружения и конверсии производства. В результате работы на руднике Ермаковского месторождения были приостановлены, а само месторождение законсервировано. Соответственно, с прекращением работы на карьере, резко уменьшились и финансовые вливания в экономику посёлка.
12 ноября 2003 года посёлок городского типа Новокижингинск преобразован в село (постановление от 16 апреля 2003 года).

## Инфраструктура
Во времена «расцвета» Новокижингинска (1970 — 80-е годы) в посёлке с нуля была создана комплексная инфраструктура городского типа. Она включала в себя сети коммуникаций и систем жизнеобеспечения (центральная котельная, канализационно-насосная станция, очистные сооружения, водозаборные артезианские скважины, электроподстанция), образовательные учреждения (3-х этажная школа с десятилетним обучением, детские сады, музыкальная школа, детско-юношеская спортивная школа), медицинский комплекс (поликлиника, больничный стационар, родильный дом, аптека с фармацевтическим производством), асфальтированные улицы, спортивные сооружения и детские площадки. Была произведена полная телефонизация всего посёлка.
На начало 2010-х годов значительная часть населения посёлка всё ещё продолжала жить в благоустроенных многоквартирных домах. Основной проблемой в жилищно-коммунальном хозяйстве МО «Новокижингинск» является преодоление сложившейся тенденции нарастания износа основных фондов, который к настоящему времени по многим объектам превысил 80 % и продолжает расти. Главной причиной такого положения, наряду со снижением надёжности работы объектов отрасли до уровня, не обеспечивающего их эксплуатацию без сбоев и аварий, является недофинансирование из бюджетов всех уровней, что в свою очередь во многом определяет высокий уровень тарифов на жилищно-коммунальные услуги. В 2010 г. решением сессии депутатов МО «Новокижингинск» была принята программа комплексного развития коммунальной инфраструктуры МО «Новокижингинск» Кижингинского района Республики Бурятия на 2011—2020 г.г. «Программа» предусматривает денежные вложения в инфраструктуру посёлка в размере 420,1 млн руб.

### Жилищный фонд[50]
Обеспеченность жильём по сельскому поселению Новокижингинск составляет 40 м² жилой площади на 1 человека. Благоустроенное жильё представлено в границах поселения в основном 25 многоквартирными 2 — 5-этажными домами (29200 м².), а также одиннадцатью частными коттеджами. Полублагоустроенное жильё представлено коттеджами по ул. Энтузиастов, Солнечная, Нагорная, Ермаковская. Неблагоустроенное жильё представлено мкр-н. Северный, Южный, ул. Мира, ул. Сиротина. Основной проблемой благоустроенного жилищного фонда является низкая заселённость многоквартирных домов: из 540 квартир жилищного фонда заселены всего 240, остальные квартиры в основном заброшены и разграблены. Низкая заселённость жилого фонда отрицательно сказывается, прежде всего, на состоянии общего имущества многоквартирных домов.
На 2010 г.жилищный фонд Новокижингинска составлял: 33,0 тыс. м². (не считая аварийного жилья), в том числе:
Муниципальный жилищный фонд — 29 095,2 м². (из них 6 473,8 м². в аварийном состоянии);
Частный жилищный фонд — 22 384, 3 м². (в том числе аварийный — 143,5 м².)
Кирпичных домов—29 732,5 м²
Панельных домов—134 м²
Деревянных домов—21 609,1 м²
Преобладающая часть населения проживает в благоустроенных домах с центральным отоплением. Обслуживанием жилищного хозяйства с. Новокижингинск занимается ООО «Сквозняки-2», количество работающих — 52 чел.

### Благоустройство[50]
| Жилой фонд, оборудованный | Площадь, м² |
| ------------------------- | ----------- |
| Холодным водоснабжением   | 34 275      |
| Горячим водоснабжением    | 28 799      |
| Центральным отоплением    | 25 022      |
| Ваннами                   | 34 275      |
| Центральной канализацией  | 29 035      |
| Напольными электроплитами | 43 275      |

### Теплоснабжение
По данным на 2010 г. услугами централизованного теплоснабжения было охвачено 40 % проживающих в с. Новокижингинск Коммунальное теплоэнергетическое хозяйство села представлено Центральной котельной, в которой установлены 8 котлоагрегатов. Котельная с. Новокижингинск осуществляет теплоснабжение жилого массива, а также объектов бюджетной сферы (школа, детские сады, поликлиника, магазины, часть действующей промышленной зоны). Общая присоединённая тепловая нагрузка составляет 5,1 Гкал/час на отопление и 1,3 Гкал/час на нужды горячего водоснабжения. Расчётная мощность установленного котельного оборудования составляет 6,4 Гкал/час.
Протяжённость теплосетей Новокижингинска—15 430 м. Вследствие недоукомплектованности котельной оборудованием качество отпускаемой тепловой энергии не соответствует нормативным требованиям — температура воды в подающем трубопроводе не превышает 45 — 52 °С при том, что расходы электроэнергии и топлива значительно превышают нормативные. Основным топливом для котельной является уголь Буртуйского и Тугнуйского месторождений. КПД котельной—около 40 %. Тепловые сети, эксплуатируемые около 35-37 лет, находятся в неудовлетворительном состоянии. Всего в поселении требуют замены не менее 5 км сетей. При этом общий износ сетей превышает 75 %, износ оборудования котельных −70 %. Приборны учёта тепла имеются только в 4 учреждениях: врачебной амбулатории, средней школе, центре реабилитации инвалидов и республиканском детском доме. Остальные потребители не имеют приборов учёта тепла. Многоквартирные дома обеспечены лишь электросчётчиками.

### Водопроводно-канализационное хозяйство
Обеспеченность централизованными услугами водоснабжения по МО «Новокижингинск» на долю жилья, оборудованного водопроводом, приходится 86,8 %, канализацией 66,4 %. По оценке специалистов, износ сетей и сетевых сооружений с. Новокижингинск составляет 70-80 %. В среднем в водоснабжении МО «Новокижингинск» происходит около 5 аварий на 1 км сети в год, а в водоотведении — 4 аварий на 1 км сети в год, что в 5 раз выше среднероссийского уровня.
Водозаборные сооружения мощностью 6860 м³/сут. включают в себя: 6 водозаборных скважин (4 действующих и 2 резервных), насосную станцию, резервуары запаса и регулирования общим объёмом 2500 м³, водопроводную сеть протяжённостью 20,2 км. Расчётная потребность посёлка в воде в настоящее время составляет 350 м³/сут, фактическая—281 м³/сут. Здание насосной станции имеет большой износ.
Очистные сооружения села Новокижингинск мощностью 5000 м³/сут., в данное время не функционируют, оборудование пришло в негодность, сети частично разрушены. Объём канализационных стоков в настоящее время составляет порядка 300 м³/сутки и сброс производится на местность на территории посёлка без очистки. Система водоотведения неблагоустроенного жилого фонда представлена частными накопительными септиками, из которых стоки по мере накопления вывозятся специальными машинами и сливаются в централизованную систему водоотведения. Протяжённость канализационных сетей в Новокижингинске в настоящее время составляет 16,4 км, или 7,59 км на 1000 жителей, что выше среднероссийских показателей — 1 км на 1000 жителей. Из этих 16,4 км примерно 5,1 км нуждаются в замене.

### Транспорт
Асфальтированными дорогами посёлок связан с райцентром, селом Кижинга (40 км), с выходом на Кижингинский тракт, и железнодорожной станцией Бада (45 км). В 1970—1980-е годы осуществлялось ежедневное автобусное сообщение по маршрутам Новокижингинск — Бада и Улан-Удэ — Кижинга — Новокижингинск — Куорка. От жилой зоны посёлка до промплощадки рудника ходил рейсовый автобус. В настоящее время транспортное сообщение с г. Улан-Удэ и ж\д станцией Бада осуществляется частными перевозчиками, между Новокижингинском и Кижингой — муниципальным транспортом.
В 1970—1980-е годы в Новокижингинске имелся грунтовый аэродром для самолётов малой авиации (в настоящее время заброшен).

## Демография и социальная сфера[49]

### Демографическая ситуация
| Показатели                              | 2004 | 2005 | 2006 |
| --------------------------------------- | ---- | ---- | ---- |
| Численность постоянного населения, чел. | 2165 | 2156 | 2156 |
| Число домохозяйств                      | 1032 | 913  | 900  |
| Родившихся, чел.                        | 18   | 17   | 22   |
| Умерших, чел.                           | 44   | 36   | 26   |
| Естественный прирост, чел               | -26  | -19  | -4   |
| Численность прибывших, чел.             | 45   | 46   | 42   |
| Численность выбывших, чел.              | 94   | 60   | 65   |
| Миграционный прирост, (убыль) чел.      | -49  | -14  | -23  |
| Средняя продолжительность жизни, лет    | 62   | 62   | 62   |

### Доходы населения
|                                                    | 2007 | 2008 | 2010 | 2011 | 2013 | 2015 |
| -------------------------------------------------- | ---- | ---- | ---- | ---- | ---- | ---- |
| Средний доход на душу населения посёлка, тыс. руб. | 6,6  | 7,2  | 8,1  | 9,3  | 10,1 | 11   |
| Доля затрат на услуги ЖКХ в бюджете семьи, %       | 22   | 22   | 22   | 21   | 19   | 18   |

### Образование, медицина, культура и социальные учреждения
- Новокижингинская средняя общеобразовательная школа—муниципальное образовательное учреждение. Директор: Матвеев Григорий Елизарович. Проектная вместимость — 400 учащихся, фактическое количество учащихся — 210 чел; 42 преподавателя.
- Детский сад. Проектная вместимость дошкольного образовательного учреждения составляет 60 мест, фактически используется 50 мест плюс 15 человек обслуживающего персонала, и при возникновении потребности фактическая вместимость может быть увеличена. В 1980-е годы действовало 3 детских сада с общей вместимостью до 250 детей.
- Новокижингинский детский дом — государственное образовательное учреждение для детей-сирот, оставшихся без попечения родителей. Директор: Доржиев Жамбал Цыренжапович. Создан осенью 1992 года на базе детского сада № 9 посёлка Новокижингинск. В январе 1993 г. были приняты первые воспитанники из разных районов республики. Проектная вместимость — 170 воспитанников. Возраст — от 3 лет.[51]
- Учреждения здравоохранения в данное время представлены врачебной амбулаторией и аптекой. Медицинское обслуживание населения осуществляет центральная районная больница в с. Кижинга. В 80-е — начале 90-х годов в посёлке действовал медицинский комплекс, включавший поликлинику, больничный стационар, родильный дом, аптеку с фармацевтическим производством.[2]
- Республиканский центр по реабилитации инвалидов — автономное учреждение, созданное в 1994 году в с. Новокижингинск на базе участковой больницы. Основной профиль учреждения — это заболевания костно-мышечной системы и соединительной ткани. Учреждение проводит медицинскую, физическую, психологическую и социально-средовую реабилитацию инвалидов и иной категории граждан, в том числе детям-инвалидам с четырёхлетнего возраста.[52]

- Кижингинская станция юных туристов — автономное образовательное учреждение дополнительного образования детей основано 1 сентября 1989 года. Директор: Иван Бутин. Основатель и первый директор (1989—2012 гг.) — Матвеев Григорий Елизарович.
- Новокижингинский краеведческий музей. Основатели музея: Матвеев Григорий Елизарович, Ефимова Ольга Елизаровна и Ковальская Валентина Николаевна. Руководитель музея (1991—2009 гг.): Ковальская В. Н.
- Спортивные сооружения представлены стадионом и спорткомплексом с залом 32×18 м. В средней школе также имеются спортивный зал и стадион.
- Торговля в п. Новокижингинск представлена 11 магазинами. Открытая сеть предприятий общественного питания в данный момент отсутствует. В 1980 — 90-е годы работали предприятия общепита: столовая и кафе в торговом комплексе, столовая на промплощадке рудника.
- Из культурно-массовых учреждений имеются клуб, поселковая библиотека на 13,1 тыс. ед. хранения. Существовавший ранее дом культуры «Кристалл» с кинозалом закрыт и частично разобран. Также закрыта и разобрана поселковая общественная баня.
- Вокальный ансамбль семейской песни «Берегиня». Художественный руководитель — Черенщикова Н. П. Ансамбль основан в 2005 г. и за это время получил широкую известность в республике. В 2007 году фольклорная группа «Берегиня» участвовала на встрече старообрядцев мира «Путь Аввакума» в г. Улан-Удэ. В 2008 году они получили диплом на втором Республиканском фестивале русской песни «Живая вода» г. Улан-Удэ. В 2009 году «Берегиня» вернулась с дипломом со второго Международного фестиваля фольклора старообрядческих коллективов «Раздайся, Корогод!» г. [Улан-Удэ].[53]
- Предприятия связи — поселковое почтовое отделение и ОАО «Ростелеком»
- Пожарная часть № 17.

### Криминогенная обстановка
Общая ситуация в Новокижингинске характеризуется сложной криминогенной обстановкой. Это обусловлено тяжёлым материальным положением населения после закрытия Кижингинского рудника и связанной с этим безработицей и пьянством среди молодёжи. По данным Отделения полиции по Кижингинскому району МО МВД России «Хоринский» за 2013 год, в состоянии алкогольного опьянения совершено 28 % всех преступлений, средний возраст правонарушителей — до 40 лет. Новокижингинск занимает второе место в районе по количеству зарегистрированных преступлений (после с. Кижинга) и первое место в районе — по количеству преступлений на 1000 жителей в год (34,5 преступления на тыс. жит.\год.)
Сравнительная таблица криминогенной обстановки в Кижингинском районе
| Сельское поселение    | Количество преступлений за год | Кол-во преступлений на тыс. жит в год |
| --------------------- | ------------------------------ | ------------------------------------- |
| Кижингинский сомон    | 121                            | 17,3                                  |
| Новокижингинск        | 69                             | 34,5                                  |
| Чесанский сомон       | 25                             | 12,5                                  |
| Верхнекодунский сомон | 22                             | 20,1                                  |

Для сравнения: средний показатель по Бурятии — 12,9 преступлений на тыс.жит.\год, в целом по России — 8,7 преступлений на тыс.жит.\год.

## Люди, связанные с селом
- Мальцев Зиновий Петрович (1900—1980) — первый председатель коммуны «Первое Мая»
- Шитин Н. П. — руководитель антисоветского Леоновского восстания 1930 г.
- Ермаков Геннадий Алексеевич (1934—1999) — геолог, первооткрыватель месторождения флюорит-бериллиевых руд, названного его именем. Лауреат Государственной премии 1972 года.
- Гальченко Владимир Ильич — главный геолог (с 1965 г.) Ермаковской геологоразведочной партии. Лауреат Государственной премии 1972 года. Руководил поисково-разведочными работами на Ермаковском месторождении.
- Сиротин Анатолий Иванович — геолог. В 1967—1970 гг. начальник Ермаковской геологоразведочной партии. При нём основан геологический посёлок Новая Кижинга.